# Teerath Nakchamnarn
Teerath Nakchamnarn (tiếng Thái: ธีรัตม์ นาคชำนาญ, sinh ngày 25 tháng 5 năm 1986), hay Chayoot Nakchamnarn (tiếng Thái: ชยุตย์ นาคชำนาญ là một cầu thủ bóng đá người Thái Lan thi đấu ở vị trí thủ môn cho câu lạc bộ Giải bóng đá Ngoại hạng Thái Lan Chainat Hornbill.

## Danh hiệu

### Câu lạc bộ
Ratchaburi
- Thai Division 1 League
  -  Vô địch (1): 2012